# Società Sportiva Lanciano 2001-2002
Questa pagina raccoglie le informazioni riguardanti la Società Sportiva Lanciano nelle competizioni ufficiali della stagione 2001-2002.

## Rosa
| N. |                    | Ruolo | Calciatore           |
| -- | ------------------ | ----- | -------------------- |
|    | Italia (bandiera)  | D     | Patrick Amadio       |
|    | Italia (bandiera)  | D     | Michele Anaclerio    |
|    | Italia (bandiera)  | P     | Giuseppe Aprea       |
|    | Italia (bandiera)  | D     | Riccardo Bocchini    |
|    | Italia (bandiera)  | C     | Andrea Catenaro      |
|    | Italia (bandiera)  | C     | Roberto Cau          |
|    | Italia (bandiera)  | C     | Ernestino Cicchella  |
|    | Italia (bandiera)  | D     | Gianluca Colavitto   |
|    | Italia (bandiera)  | C     | Daniele De Vezze     |
|    | Italia (bandiera)  | A     | Gianluca Di Pasquale |
|    | Brasile (bandiera) | C     | Ferreira Pinto       |
|    | Italia (bandiera)  | C     | Andrea Gennari       |
|    | Italia (bandiera)  | C     | Marco Giuliodori     |

| N. |                    | Ruolo | Calciatore                  |
| -- | ------------------ | ----- | --------------------------- |
|    | Grecia (bandiera)  | A     | Theofilos Karasavvidīs      |
|    | Italia (bandiera)  | D     | Claudio Maretti             |
|    | Brasile (bandiera) | C     | Adriano Mezavilla           |
|    | Italia (bandiera)  | P     | Alberto Passoni             |
|    | Italia (bandiera)  | D     | Gionatha Pazzi              |
|    | Italia (bandiera)  | C     | Manolo Pestrin              |
|    | Italia (bandiera)  | P     | Fabrizio Pisano             |
|    | Italia (bandiera)  | A     | Cristian Ranalli            |
|    | Brasile (bandiera) | C     | Paolo Jorge Cassova Ribeiro |
|    | Grecia (bandiera)  | A     | Ilias Sapanis               |
|    | Italia (bandiera)  | D     | Mirko Taccola               |
|    | Italia (bandiera)  | A     | Manuel Turchi               |

## Risultati

### Campionato

#### Girone di andata
| 2 settembre 2001 1ª giornata | Lodigiani | 1 – 0 | Lanciano |  |

| 9 settembre 2001 2ª giornata | Lanciano | 3 – 1 | Taranto |  |

| 16 settembre 2001 3ª giornata | Catania | 2 – 0 | Lanciano |  |

| 23 settembre 2001 4ª giornata | Lanciano | 0 – 2 | Ascoli |  |

| 30 settembre 2001 5ª giornata | Avellino | 0 – 0 | Lanciano |  |

| 7 ottobre 2001 6ª giornata | Lanciano | 1 – 0 | Castel di Sangro |  |

| 14 ottobre 2001 7ª giornata | Lanciano | 0 – 0 | Chieti |  |

| 21 ottobre 2001 8ª giornata | Torres | 0 – 0 | Lanciano |  |

| 28 ottobre 2001 9ª giornata | Lanciano | 2 – 1 | L'Aquila |  |

| 4 novembre 2001 10ª giornata | Vis Pesaro | 0 – 1 | Lanciano |  |

| 11 novembre 2001 11ª giornata | Nocerina | 1 – 0 | Lanciano |  |

| 18 novembre 2001 12ª giornata | Lanciano | 1 – 1 | Pescara |  |

| 25 novembre 2001 13ª giornata | Sora | 0 – 0 | Lanciano |  |

| 2 dicembre 2001 14ª giornata | Lanciano | 1 – 0 | Sporting Benevento |  |

| 9 dicembre 2001 15ª giornata | Viterbese | 2 – 0 | Lanciano |  |

| 16 dicembre 2001 16ª giornata | Lanciano | 1 – 1 | Fermana |  |

| 23 dicembre 2001 17ª giornata | Giulianova | 1 – 1 | Lanciano |  |

#### Girone di ritorno
| 6 gennaio 2002 18ª giornata | Lanciano | 2 – 0 | Lodigiani |  |

| 13 gennaio 2002 19ª giornata | Taranto | 2 – 0 | Lanciano |  |

| 20 gennaio 2002 20ª giornata | Lanciano | 2 – 1 | Catania |  |

| 27 gennaio 2002 21ª giornata | Ascoli | 2 – 1 | Lanciano |  |

| 3 febbraio 2002 22ª giornata | Lanciano | 3 – 0 | Avellino |  |

| 10 febbraio 2002 23ª giornata | Castel di Sangro | 1 – 1 | Lanciano |  |

| 17 febbraio 2002 24ª giornata | Chieti | 0 – 0 | Lanciano |  |

| 3 marzo 2002 25ª giornata | Lanciano | 2 – 1 | Torres |  |

| 10 marzo 2002 26ª giornata | L'Aquila | 3 – 1 | Lanciano |  |

| 17 marzo 2002 27ª giornata | Lanciano | 2 – 0 | Vis Pesaro |  |

| 24 marzo 2002 28ª giornata | Lanciano | 2 – 0 | Nocerina |  |

| 30 marzo 2002 29ª giornata | Pescara | 2 – 1 | Lanciano |  |

| 7 aprile 2002 30ª giornata | Lanciano | 2 – 1 | Sora |  |

| 14 aprile 2002 31ª giornata | Sporting Benevento | 1 – 0 | Lanciano |  |

| 21 aprile 2002 32ª giornata | Lanciano | 3 – 0 | Viterbese |  |

| 28 aprile 2002 33ª giornata | Fermana | 1 – 0 | Lanciano |  |

| 5 maggio 2002 34ª giornata | Lanciano | 3 – 2 | Giulianova |  |